# Ligne 12 du métro de Valence
La ligne 12 (en catalan : Línia 12 de Metrovalència) est un projet de ligne de tramway du métro de Valence. Elle sera exploitée par FGV et desservira la ville de Valence.

## Historique
La connexion de l'hôpital de La Fe au réseau de métro est évoquée pour la première fois en 2006, comme tronçon de la ligne 1 à partir de la place d'Espagne devant être mis en service en 2009. En raison des conséquences de la crise économique mondiale de 2008 sur les finances publiques, le projet est annulé.
En mai 2021, le gouvernement autonome de la Communauté valencienne acte la ligne 12, sa construction se faisant en parallèle de l'extension de la ligne 10 et de la réalisation de la ligne 11. Lors de sa première évocation, en mars 2018, il était envisagé de donner au tracé de la ligne 12 le numéro de la ligne 11.
En 2021, le début des travaux est estimé à 2023 et la mise en service à 2025-2026. Le démarrage du chantier est finalement fixé à 2024 à la fin de l'année 2022, l'année 2023 étant consacrée à l'enquête publique, la rédaction du projet d'exécution et le lancement des appels d'offres.

## Caractéristiques

### Ligne
La ligne reliera Alacant à Hospital de La Fe sous la forme d'un tramway. Elle suivra le tracé — souterrain — des lignes 10 et 11 jusqu'à Amado Granell-Montolivet. Après la sortie du tunnel, elle bifurquera au niveau de l'avenue Hermanos Maristas vers le pavillon Fuente de San Luís et poursuivra son chemin intégralement en surface jusqu'au centre hospitalier.

### Stations et correspondances
La ligne 12 sera en correspondance avec les lignes 3, 5, 7, 9, 10 et 11.

## Exploitation
La ligne sera exploitée par les Ferrocarrils de la Generalitat Valenciana (FGV), sous la marque Metrovalència.